# Anières
Anières is een gemeente en plaats in het Zwitserse kanton Genève.
Anières telt 2365 inwoners.